# Медієвістика

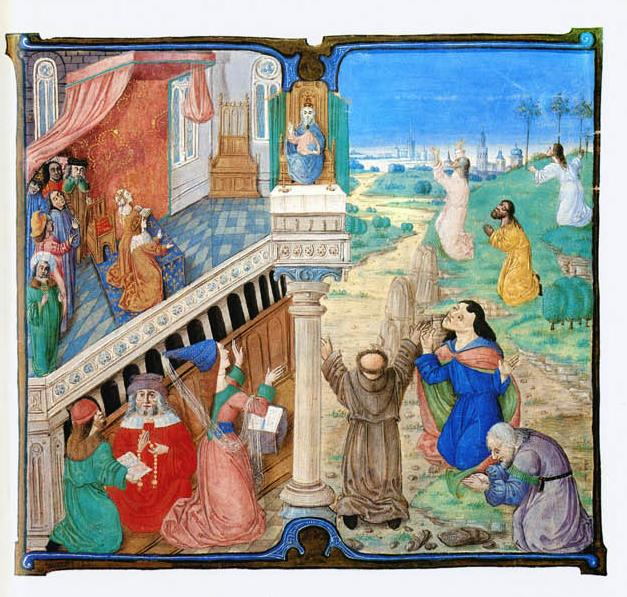
Зображення угорсько-хорватського короля Матвія Корвіна, сер. XV ст.

Медієві́стика (фр. medieviste, від лат. mediumaevum — середньовіччя) — розділ історичної науки, який вивчає події, побут, культуру та мистецтво, що характерні для середньовіччя.
Медієвіст — історик, спеціаліст із медієвістики. Сучасні медієвісти в Україні — Б. Боднарюк, Л. Войтович, І. Паршин, О. Головко, О. Дьомін, С. Копилов, П. Котляров, В.Крекотень, О.Мишанич, І. Нємченко, С. Сорочан, М.Сулима, Л. Ушкалов та ін.

## Історія медієвістики
На межі XVIII—XIX ст. в історичній науці з'являється дефініція «медієвістика» (лат. medium aevum — середній вік). Цим поняттям визначалася галузь історичної науки, в рамках якої вивчалася середньовічна за часом частина всесвітньої історії, фахівці ж з історії середніх віків отримали назву медієвісти.
Не можна оминути й ту обставину, що термін медієвістика, який кінець кінцем був сприйнятий багатьма слов'янськими, романськими, а також німецькою мовами, залишився поза межами англійської. В англофонній історіографії дослідження у царині середньовічної історії позначаються як ‘medieval studies’ (середньовічні студії), а фахівців цього напрямку називають медієвалістами (medievalists).
Сам термін медієвістика набув популярності лише у 2-й половині XX ст. Проте, медієвістика як явище виникла значно раніше. Поняття «середні віки» виникло у XV ст. в середовищі італійських інтелектуалів, які прагнули визначити місце свого часу в загальній хронології історичного поступу. Саме тоді італійський гуманіст Флавіо Бйондо (1392—1463 рр.) якого вважають за першого медієвіста у своїй праці «Декади історії, що починаються від падіння Римської імперії» (Historiarumab inclinatione Romanorum imperii decades) виділив особливий період між часом античності і добою, у якій він жив. Означений період автор описав, як період занепаду, відсталості, дикунства (перш за все, у сфері культури) порівняно з зазначеними іншими двома епохами.
Пізніше, наприкінці XVII ст. (у 1698 р.), професор університету в Галле (Німеччина) Християн Келлер (Целларіус) замість етично-оцінного ввів наукове трактування поняття «середні віки», поділивши історію людства на три частини: період античності, період середньовіччя і період нового часу. Приймаючи поділ історії на давню, середньовічну й нову, він початково пропонував вважати середньовіччям час від заснування Константинополя (331) до його здобуття турками, тобто падіння Візантійської імперії, а також завершення Столітньої війни між Англією та Францією (1453).
Згодом Х. Келлер підкоригував й обґрунтував нові умовні межі цього періоду — від падіння Римської імперії (476) до падіння Візантійської імперії (1453). Після тривалих суперечок сьогодні більшість історичних шкіл, погодившись із нижньою межею (476), умовно приймають за верхню межу відкриття Америки Х. Колумбом, яке збіглося із завершенням Реконкісти — відвоювання Піренейського півострова від арабів (1492) — та переходом більшості європейських країн від феодальних держав до станових або абсолютних монархій.
У питанні «верхньої межі» єдності немає досі. Окремі дослідники підіймають її до зародження Реформації (поч. XVI ст.) і далі (при цьому спираючись на авторитет французького медієвіста Жака Ле Гоффа, який вважає, що в менталітеті загалу, насамперед сільського, не відбилися зміни, які пережили верхи Європи наприкінці XV ст.) або ж, навіть, опускають до початків Відродження (XIV ст.). Останнім часом більшість історичних шкіл дотримуються компромісного варіанту: 500—1500. Фактично така хронологія всесвітньої історії використовується науковцями і зараз, проте до неї додався ще період новітнього часу (ХХ — початок XXI ст.).
У становленні медієвістики особливу роль зіграли так звані «антиквари» або «ерудити», XVI—XVIII ст., які збирали, коментували та публікували першоджерела. Інші, не володіючи їх знаннями, технікою дослідження та навичками, створювали, не спираючись на їхні праці, свої історичні наративи. Це були «історики». Під впливом ідеалів ренесансного гуманізму історієписання стало у XVI ст., як ніколи популярним та престижним зайняттям. Створювалася та виходила друком неміряна кількість «історій», частина з яких природно стосувалася періоду середньовіччя. Втім переважна їх більшість нагадувала скоріше літературні, ніж історичні у нашому сучасному розумінні твори. Досконалість мови та стилю, риторичні прикраси, звитяга античних героїв та митців як приклад для наслідування, повчальний характер — ці риси робили ренесансну історію родом мистецтва (ars historica). Подібне відособлення двох сторін єдиного процесу – здобування історичних знань та історієписання – продовжувалося загало́м до кінця XVIII ст.
Для цього періоду характерним є створення наукових спільнот, які направляли свої колективні зусилля на пошук, критичне вивчення та публікацію середньовічніх джерел. Великий внесок у розвиток середньовічних студій XVII—XVIII ст. внесли мавристи – вчені ченці Конгрегації святого Мавра, ордену бенедиктинців, та боландисти – вчені єзуїти. Мавристи уважно розглядали текст з точки зору його автентичності. Вчена полеміка між мавристами та боландистами — bella diplomatica XVII ст. сприяла поглибленню вивчення середньовічних документів («дипломів»), вдосконаленню методів їх аналізу. Історична критика середньовічних джерел призвела до формування допоміжних історичних наук: латинської палеографії та дипломатики, історичної хронології, сфрагістики, грецької палеографії.
Також варто згадати важливий внесок до вивчення середньовіччя світських «ерудитів» XVII ст., не пов'язаних з науковими угрупованнями таких як Єт'єн Балюз, Шарль Дюканж, Генрі Спелмен, Лодовіко Антоніо Мураторі, Ґотфрід Вільгельм Лейбніц та ін.
Духовні лідери доби Просвітництва, як правило, зневажливо ставилися до студій антикварів, а ще гірше – до епохи, яку ті вивчали. Наприклад Вольтер, щиро ненавидів середньовіччя. Та саме у творах XVIII ст. – Анрі де Буленвільє та «просвітника» Шарля Монтеск'є вперше з'являється термін «феодалізм» (féodalité, від лат. feodum, «феод» — одиниця «благородного» тримання землі), який згодом став широко використовуватися стосовно доби середньовіччя.
Просвітителі XVIII століття ототожнювали середні століття зі «старим порядком» і пануванням феодалізму. В їх роботах були поставлені проблеми генезису феодалізму, ролі міст і походження «третього стану». Романтичний напрямок в історіографії початку XIX століття ідеалізувало лицарство і феодальні порядки, породивши зацікавлення до побуту і культури Середньовіччя.
Становлення медієвістики як наукової дисципліни сягає XIX століття. Вона зазнала значного вплив філософії Іммануїла Канта і Георга Гегеля, а потім позитивістів О. Конта і Г. Спенсера. Прагнення істориків-позитивістів перетворити історію на «точну науку» зажадало ускладнення дослідницької методики, проведення суворого джерелознавчого аналізу на основі зовнішньої і внутрішньої критики джерела, зіставлень даних різних матеріалів, реконструкції прихованої інформації.
XIX століття з його захопленістю середньовічним минулим європейських народів під впливом романтизму першої половини й філософії позитивізму у другій половині сторіччя створило сприятливе середовище  для розвитку академічних студій у цій галузі, які успішно продовжувались. Притаманне попередньому періоду розділення вчених на тих, хто вивчає документи, й тих, хто «пише історію», було подолане. Науковці Німеччини, Франції, Англії, а також вітчизняні автори XIX ст., фактично, відтворили медієвістикиу як особливу галузь історичної науки, що спиралась на критичний аналіз даних письмових джерел, як наукову та навчальну дисципліну.
Нова якість історичного знання в XIX столітті зумовило появу напрямку «соціальна історія», найяскравіші представники якого у Франції 1830–1840-х років — О. Тьєррі і Ф. Гізо — зуміли досягти сполучення політичної і соціальної історії, заклавши основи уявлень про «соціальну стратифікацію суспільства». Багатство та  різноманітність спадщини медієвістів XIX ст.  унеможливлює стислий огляд, хоч й найзагальніший, їхніх наукових доробок.
Європейська медієвістика XIX століття переживала підйом. Почалося масове звернення істориків до архівів, що перетворилися на наукові установи. Для навчання роботи в архівах створювалися спеціальні школи, наприклад Школа хартій в Парижі (1821 рік). Зростання числа історичних досліджень, варіативність наукових підходів стимулювали розвиток історіографії як спеціальної області історичних знань. Складалися національні школи, видавалися спеціалізовані історичні журнали («Historische Zeitschrift», з 1859 року; «Revue historique», c 1876 року, «English Historical Review», з 1886 року), продовжилися започатковані ще в XVIII столітті (або здійснювалися вперше) великі зведені публікації джерел з історії окремих країн Європи («Monumenta Germaniae Historica», «Recueil des historiens des Gaules et de la France», «Histoire litteraire de la France», «Calendars of State papers», «Rerum britannicarum mediivi scriptores» і ін.). Започатковувалися наукові товариства та академії регіональної історії (перші такі спілки з'явилися в Англії в XVII столітті).
Під впливом позитивізму була істотно розширена характеристика середньовічного суспільства, за рахунок звернення дослідників до вивчення економічної історії та основних соціальні інститутів — громади, дідизни (вотчини), міста, цеху, гільдії, станів (Н. Д. Фюстель де Куланж, Е. Глассон, П. М. Виолле, Ж. Флакк, А. Се, Дж. Кембл, Г. Дж. С. Мейн, Т. Роджерс, Е. Фрімен, Ф. Пелгрев, Л. фон Ранке, Г. Маурер, Г. Вайц, К. Бюхер, К. Т. фон Інама-Штернегг, К. Лампрехт).
Помітний вплив на медієвістику XIX століття справила методологія марксизму, яка запропонувала нові пояснення історичного процесу. Стверджуючи не тільки комплексне, але і системне бачення історичного процесу, марксисти підкреслювали його стадіальних характер. У традиціях протиставлення матерії і духу вони наполягали на економічній детермінанті розвитку. Надмірна політизованість марксистської методології, класовий підхід і монізм в оцінках історичного процесу викликали неприйняття марксизму значною частиною істориків.
Криза гуманітарних наук, яка наступила наприкінці XIX — початку XX століть, супроводжувалася різкою критикою, як позитивізму так і марксизму, прихильників яких звинувачували в крайньому матеріалізмі і недооцінки ролі свідомості. Гіперкритика і крайній релятивізм в процесі пізнання призвели до того, що багато досягнень історичного знання XIX століття були відкинуті.
У західній медієвістиці XX ст. найвпливовішим напрямком став той, який запропонували французькі історики школи «Анналів». Часопис «Аннали», започаткований 1929 р. Марком Блоком та Люсьєном Февром, об'єднав коло однодумців, які прагнули вивчати, за виразом М. Блока, «тотальну», чи «глобальну», історію, тобто усі без винятку аспекти життя людини, не надаючи переваги якомусь одному з них. Фернан Бродель, який у другій половині 40-х й до кінця 60-х рр. світової війни очолював школу «Анналів», а пізніше Жак Ле Гофф, Жорж Дюбі, Емманюель Лє Руа Лядюрі, Філіпп Ар'єс та ін., досліджучи економічну та соціальну історію доби  середньовіччя та раннього модерного часу, демографічні процеси у суспільстві, вперше звернулися до проблем родини, шлюбу, дитинства, смерті, матеріальних обставин життя людини, тобто до кола питань, яке отримало загальну назву «історії повсякденності». Великою заслугою істориків школи «Анналів» становлять їхні дослідження масової свідомості, менталітету людей середньовіччя на підставі суттєвого оновлення традиційної джерельної бази.
У період з кінця 1940-х років і до початку 1960-х років рух за створення «нової», «соціальної» або «наукової» історії набув міжнародного характеру, в нього були залучені вчені Великої Британії, Бельгії, ФРН, Італії, США, пізніше Польщі та Іспанії.
Принципи школи «Анналів», яка в 60-ті рр. стала провідним напрямком у французькій медієвістиці, були дуже широко сприйняті у світі. Серед найвидатніших — дослідження американського медієвіста Девіда Герлігі, присвячене  тосканцям та їх сім'ям у XV ст.,  розвідки британського вченого Лоуренса Стоуна щодо шлюбу, статевих відносин, родини у середньовічній Англії.
Хоча медієвістиці в силу її особливостей завжди був притаманний традиціоналізм, нерідко саме в медієвістиці вперше формулювалися завдання і розроблялися методи досліджень, що визначали розвиток історіографії в цілому. Найпомітнішими новими напрямками в медієвістиці, чітко позначилися з рубежу 1960-1970-х років, стали «нова соціальна історія», історична демографія, гендерні дослідження, історія повсякденності, мікроісторія, історія ментальностей. Активно вивчалося співвідношення «ученої» і «народної» культури в середньовічному суспільстві. Особлива увага приділялася невербальним формам комунікації, таким як зображення і ритуал.
У 80-ті рр. у медієвістиці почалося відродження інтересу до індивідуальних людей і подій та, у зв'язку з цим — до політичної історії. Показовим є звернення до цих аспектів Ж. Лє Гоффа — метра культурної антропології — у книзі 1996 р. «Людовік Святий». Не тільки тривалі процеси та закономірності варто вивчати історику, – вважає багато хто з сучасних медієвістів, слідом за теоретиками «мікроісторії» Карло Ґінзбурґом та Карло Поні. Цікавими є доля конкретної людини, нещоденні ситуації, виключні випадки, про які розповідають «несерійні» середньовічні джерела. «Мікропідходи» за часи глобалізації знайшли собі прихильників серед науковців різних країн.
Під впливом школи «Анналів» медієвістика набула ознаки полідисциплинарного наукового напрямку, тісно пов'язаного з етнологією, археологією, географією, соціологією тощо, який користується, крім традиційних, їх джерелами та методами дослідження. Виникло поняття історичної, чи культурної, антропології, яке розповсюджувалося й на медієвістику.
Наприкінці XX — початку XXI століть під впливом історичної антропології та ін. наук відбулася радикальна зміна як тематики, так і методики досліджень медієвістики. При збереженні характерних особливостей національних шкіл медієвістика глобалізується. Для сучасної медієвістики характерна широка міждисциплінарність: вона об'єднує зусилля не тільки істориків, а й археологів, соціологів, культурних антропологів, літературознавців, мовознавців, психологів, мистецтвознавців, філософів, богословів і ін.
У західноєвропейських країнах власні школи медієвістики складалися і розвивалися насамперед з метою вивчення національної історії. Кількість центрів вивчення середньовічної історії в Європі традиційно велике. Сучасну медієвістику відрізняють «наднаціональні» зв'язки вчених, які реалізуються за допомогою організації міжнародних проєктів і наукових груп, установи або розвитку міжнародних дослідницьких центрів в країнах Західної Європи (Будинок наук про людину в Парижі; Французька школа в Афінах і Римі, Варбурський інститут в Лондоні і ін.).

## Медієвістика в Україні
У вузькому значенні медієвістика — історія середніх віків у Західній Європі. Більшість європейських дослідників вважають, що за цей час ніяких суттєвих змін, які давали б підстави виділити окремий період, в історії Азії, Африки, Америки та Австралії не відбувалося. Отже, історія середніх віків належить суто до Європи, причому Європи Західної. Це проблема доволі дискусійна, особливо в питанні зарахування до медієвістики історії Візантії та Центрально-Східної Європи, зокрема історії Русі. Але якщо відкинути політичні та ідеологічні мотиви подібних міркувань, то поза сумнівами, при всіх відмінностях у ментальності, соціальній і державній структурі та релігії православної візантійської цивілізації (за визначенням А.-Дж. Тойнбі), цей регіон був тісно пов'язаний із рештою Європи і переживав ті ж самі зміни та трансформації.
Більше того, православна візантійська цивілізація, яка зберігала й розвивала традиції античності, постійно впливала на розвиток західноєвропейської цивілізації. Це також стосується як і Русі та Угорщини, де процеси феодалізації суспільства протікали синхронно з іншими європейськими країнами, так і самої Візантії та балканських країн, де процеси феодалізації були стимульовані хрестоносцями на початку XIII ст. Тому можна стверджувати, що період історії середніх віків тривав на території всієї Європи, а також Передньої Азії та Північної Африки в межах територій, що належали колись до Римської імперії.
В Україні систематичні дослідження з історії середніх віків розпочалися наприкінці XVIII ст. у Львівському університеті, пізніше у Харківському, Київському та Одеському університетах. Дослідження з історії середніх віків в Україні розпочалися ще наприкінці 18 ст. у Львівському університеті та були пов'язані перш за все з діяльністю відомих істориків Г. Уліха (1743—94), Й. Вінівітера (1780—1848), Й. Маусса (1778—1856) та Л.-Е. Ценмарка (1753—1814). Пізніше ці дослідження широко розгорнули Ф.-К. Ліске (1838—91) та його учні й послідовники. У Львівському університеті сформувалася й окрема українська історична школа медієвістів (І. Шараневич, М. Грушевський, М. Кордуба, О.Терлецький, І. Крип'якевич, І. Кревецький, а після 1945 — Д. Похилевич, Я. Кісь, Я. Ісаєвич, Я. Дашкевич).
Осередком розвитку медієвістики в Україні (у тодішній Російській імперії) став на початку 1830-х рр. Харківський університет завдяки середньовічним студіям М. Луніна та В. Циха (від 1834 викладав в Університеті св. Володимира у Києві), а також видатним представникам історичної науки: А. Дегуров, І. Данилович, Д. Адамович, І. Срезневський, М. Костомаров, О. Зернін, М. Дринов, В. Бузескул. З Харківським університетом у середині і 2-й половині 19 ст. пов'язана наукова та викладацька діяльність медієвістів М. Петрова, А. В'язигіна, Л. Шепелевича.
Серед медієвістів Університету св. Володимира – І. Лучицький, В. Клячин, Д. Петрушевський, В. Піскорський, М. Любович, Ф. Фортинський, його учень В. Ляскоронський, М. Бубнов, П. Ардашев. Визначний доробок в студії з середніх віків також доклали викладачі Київського університету: М. Іванишев, Б. Більбасов, В. Іконніков, М. Владимирський-Буданов, М. Драгоманов, Ф. Леонтович, І. Линниченко, О. Соболевський, Т. Флоринський. Саме ці два навчальні і наукові центри, Харківський і Київський університети, відігравали провідну роль у розвитку Медієвістики поряд із Московським і С.-Петербурзьким університетами. Наприкінці 19 — на початку 20 ст. до них приєднався Новоросійський університет зі своїми досягненнями у вивченні середньовічної культури. В останні десятиріччя 19 ст. тут викладали також відомі візантиністи Ф. Успенський і Н. Кондаков. На початку 20-ст. в Новоросійському університеті працювали відомі вчені медієвісти П. Біциллі, В. Крусман, Э. Штерн, Є. Щепкін.
Встановлення комуністичного режиму негативно вплинуло на розвиток медієвістики. Ідеологічного тиску та запровадженню «єдино правильної» марксистсько-ленінської методології з її класовим підходом до вивчення минулого, особливо згубних для науки за часів сталінізму, зазнала й медієвістика, попри її хронологічну віддаленість від ідеологічної боротьби сучасності. Медієвісти СРСР опинилися у штучній ізоляції від своїх закордонних колег (т. зв. «буржуазних учених»), утратили можливість проводити дослідження в архівах та книгосховищах країн, історію яких вивчали, багато зазнали політичних репресій. Становище в українській медієвістиці було ще гіршим через припинення надходжень до бібліотек Києва, Одеси, Харкова та інших західної наукової літератури та періодики з питань історії середніх віків. Відбулася непропорційна централізація науки: Москва та Ленінград (нині С.-Петербург), бібліотеки яких, хоч і не в повному обсязі, але отримували необхідні матеріали, стали головними центрами розвитку медієвістики у радянський період.
Встановлення на території України радянської влади нанесло нищівного удару по розвитку історичної науки, в тому числі по її медієвістичному напряму. Проте традиції дослідження середньовіччя в Україні зберігалися, традиції вітчизняної медієвістики продовжували у перші десятиліття 20 ст.: київський історик Л. М. Беркут (учень Ф. Фортинського) – автор низки досліджень з історії боротьби германських імператорів з римськими папами за інвеституру, а також середньовічної історіографії; праці Л. Беркута з медієвістики, зокрема «Етюди з джерелознавства середньої історії», присвячені історичним творам німецьких авторів доби раннього середньовіччя, стали першими, які були видані українською мовою (К., 1927–28); харківський професор М. М. Пакуль; одеські науковці П. М. Біциллі й О. Л. Вайнштейна. Загалом у Радянському Союзі вивчення давньої і середньовічної історії вважалося неактуальним.
У радянський період поступово основні студії із середніх віків головним чином перемістилися до Москви та Ленінграда (нині м. Санкт-Петербург). Але у Львові, Харкові (Л. Баткін, Л. Павлуцька, Г. Фрізман [Архівовано 15 вересня 2021 у Wayback Machine.]), Києві (Л. Чиколіні) та Одесі (М. Беркович, Я. Зінчук) ці дослідження продовжувалися. На їх традиціях почалося відродження середньовічних студій в останні два десятиріччя 20 ст. Сьогодні основними осередками цих студій досі залишаються Київ, Львів та Харків.
Щодо дослідження проблематики історії середніх віків на теренах України то однією з цікавих новацій альтернативної історіографії в УРСР була розробка ідеї про аналогічність історичних процесів в Україні до перебігу визначальних моментів світової історії. Найпридатнішим для проведення широких порівнянь українських і загальносвітових, передусім, європейських історичних реалій і виведення з них відповідних висновків здавався період XVI—XVII ст. Така ідея обґрунтована в низці студій О. Компан другої половини 60-х — початку 70-х рр. Окремі питання українського минулого доби переходу від середньовіччя до Нового часу в компаративному аспекті студіювались також  В. Голобуцьким, М. Брайчевським та О. Пономарьовим.
На концептуальному рівні такий підхід чи не вперше в історичній науці Радянської України з часу публікації відомої праці Наталії Мірзи-Авак'янц «История Украины в связи с историей Западной Европы» (Х.,1929) (на яку, до речі, О. Компан посилалась в одній зі своїх статей) реалізовано в брошурі з характерною назвою «Єдність світового історичного процесу» (К., 1966). Спираючись на «погляд на історію як на єдине ціле», і наводячи конкретно історичні аргументи, О. Компан робила висновки про аналогічність фундаментальних явищ всесвітньої та української історії, одночасно застерігаючи від надмірного ототожнення і спрощення особливостей минулого окремих країн і народів. Зокрема, вона вважала, що «світова історія, затягаючи у вир буржуазної епохи нашу країну, деформувала в ній старі феодальні порядки. Повстання під проводом Мухи (1490—1492) і „національно-визвольну боротьбу українського народу в середині XVII ст.“ О. Компан ставила в один ряд з найбільшими соціальними вибухами в країнах Європи (Жакерією, повстанням Уота Тайлера, Селянською війною в Німеччині тощо).
Для доведення єдності плину історичного процесу в Україні та європейському світі О. Компан вибудувала в програмній статті в збірнику „Середні віки на Україні“ (К.,1971) розлогу концепцію української історії XVI—XVII ст. Звертає на себе увагу насамперед те, що автори збірника спробували ввести в історіографічний вжиток стосовно українського минулого загальноєвропейське поняття середні віки», яке в українському контексті, починаючи з 1930-х рр., не використовувалося, бувши заміненим на поняття «феодалізм». З цього приводу О. Компан зауважувала наступне: «Створюється враження, що історія України стояла поза тими змінами, які відбувались в решті європейського світу». Одночасно з тим дослідниця вважала за необхідне вести мову про «точне визначення місця українського середньовіччя на світовій орбіті історичного руху» і про «вклад українського народу в світову історію середніх віків».
Концептуальні міркування О. Компан підтримувалися також М. Брайчевським. Зокрема, він так само, як і його колега, вважав, що Україна на зламі середньовіччя і нового часу «становила собою невіддільну частину європейського terrarum orbis, її історія була нерозривно зв'язана з тими процесами, які в цей час визначали головні напрямки всесвітньої історії»
У західній Медієвістиці XX ст. найвпливовішим напрямом став напрям, який запропонували французькі історики школи «Анналів». Серед представників — Ж. Ле Ґофф, Ж. Дюбі, Е. Ле Руа Ладюрі, Ф. Ар'єс. Від 1970-х рр. у СРСР традиції школи «Анналів» розвивали у складних соціально-політичних умовах Ю. Безсмертний та А. Гуревич. Під впливом цієї школи Медієвістика набула ознаки полідисциплінарного наукового напряму, тісно пов'язаного з етнологією, археологією, географією, соціологією тощо, який, окрім традиційних, використовує їхні джерела та методи дослідження. Виникло поняття Антропології соціальної і культурної, яке поширилося й на Медієвістику. У широкому значенні термін «Медієвістика» застосовують також щодо студій із середньовічної історії країн Східної Європи та інших регіонів світу. Досить широко ним послуговуються українські фахівці з відповідного періоду вітчизняної історії.
У сучасній медієвістиці важливими є розробки Б. Боднарюк, Л. Войтовича, О. Головка, О. Дьоміна, С. Копилова, П. Котлярова, В.Крекотеня, О.Мишанича, І. Нємченка, С. Сорочана, М.Сулими, Л. Ушкалова та І. Паршина. У Львівському університеті М. І. Чорний підготував ґрунтовну працю з історії діяльності в Центральній і Східній Європі домініканського ордену. Сьогодні у цьому виші сформувалася наукова школа, на чолі з Л. В. Войтовичем, дослідників середньо- вічного минулого багатьох країн і народів Західної і Центральної Європи, міжнародних відносин Русі та руських князівств (О. В. Вус, І. Ю. Папа, І. Л. Паршин, П. С. Юрейко та інші.). Нині українська медієвістика розвивається, особливо представлена у студіях дослідників Львівського національного університету ім. І. Франка — Л. Войтовича та І. Паршина, які читають курси по розвитку військової історії та соціально-побутової історії середніх віків та дипломатії, що цілком є прийнятним відповідно до західно-європейських парадигм. Висококваліфікована група медієвістів і візантиністів працює в Одесі (О. Б. Дьомін, І. В. Нємченко, О. О. Радзиховська, О. М. Луговий та ін.). У Київському університеті на кафедрі історії стародавнього світу і середніх віків, яку біль- ше двадцяти років очолював О. П. Крижанівський, крім продовження традиційного вивчення західно-європейського середньовіччя (М. О. Рудь, Ю. Г. Гра- чов, П. М. Котляров), розробляється середньовічна іс- торія Сходу (В. А. Рубель, Ю. О. Гоман). В Інституті сходознавства НАН України життя населення євразійського степу в добу класичного середньовіччя аналізує О. Б. Бубенок, а в Інституті історії НАН України його вивчає Б. В. Черкас. Дослідження з різних питань середньовічного минулого країн Європи проводять викладачі Чернівецького університету (М. К. Чучко, Б. М. Боднарюк, А. І. Кузь, А. В. Фе- дорук, В. І. Мудеревич та ін.). В Івано-Франківську питання історії Угорщини, її взаємин з Руссю Х-ХІV cт. стали предметом публікацій М. Волощука, а в Ужгороді міжнародні відносини Чеського королівства у XIII ст. вивчає І. М. Ліхтей.

## Розділи медієвістики
- Візантологія
- Балканістика
- Османістика